# Les Ardillats
Les Ardillats (frankoprovenzalisch: Los Ardilyàts) ist eine französische Gemeinde mit 616 Einwohnern (Stand: 1. Januar 2022) im Département Rhône in der Region Auvergne-Rhône-Alpes. Sie gehört zum Arrondissement Villefranche-sur-Saône und zum Kanton Belleville-en-Beaujolais (bis 2015: Kanton Beaujeu). Die Einwohner werden Villiatons genannt.

## Geographie
Les Ardillats liegt etwa 40 Kilometer nordnordwestlich von Lyon im Weinbaugebiet Bourgogne. Hier entspringt der kleine Fluss Ardière. Les Ardillats wird umgeben von den Nachbargemeinden
- Deux-Grosnes mit Monsols im Norden, Ouroux im Nordosten und Avenas im Osten und Nordosten,
- Beaujeu im Osten und Südosten,
- Saint-Didier-sur-Beaujeu und Vernay im Süden,
- Chénelette im Westen und Südwesten,
- Propières im Westen und Nordwesten.

## Bevölkerungsentwicklung
| Jahr                       | 1962 | 1968 | 1975 | 1982 | 1990 | 1999 | 2006 | 2012 |
| Einwohner                  | 383  | 367  | 369  | 385  | 424  | 483  | 532  | 607  |
| Quellen: Cassini und INSEE |      |      |      |      |      |      |      |      |

## Sehenswürdigkeiten
- Kirche Saint-Pierre
- Schloss und Domäne Les Ardillats
- Naturdenkmal einer 500-jährigen Kastanie

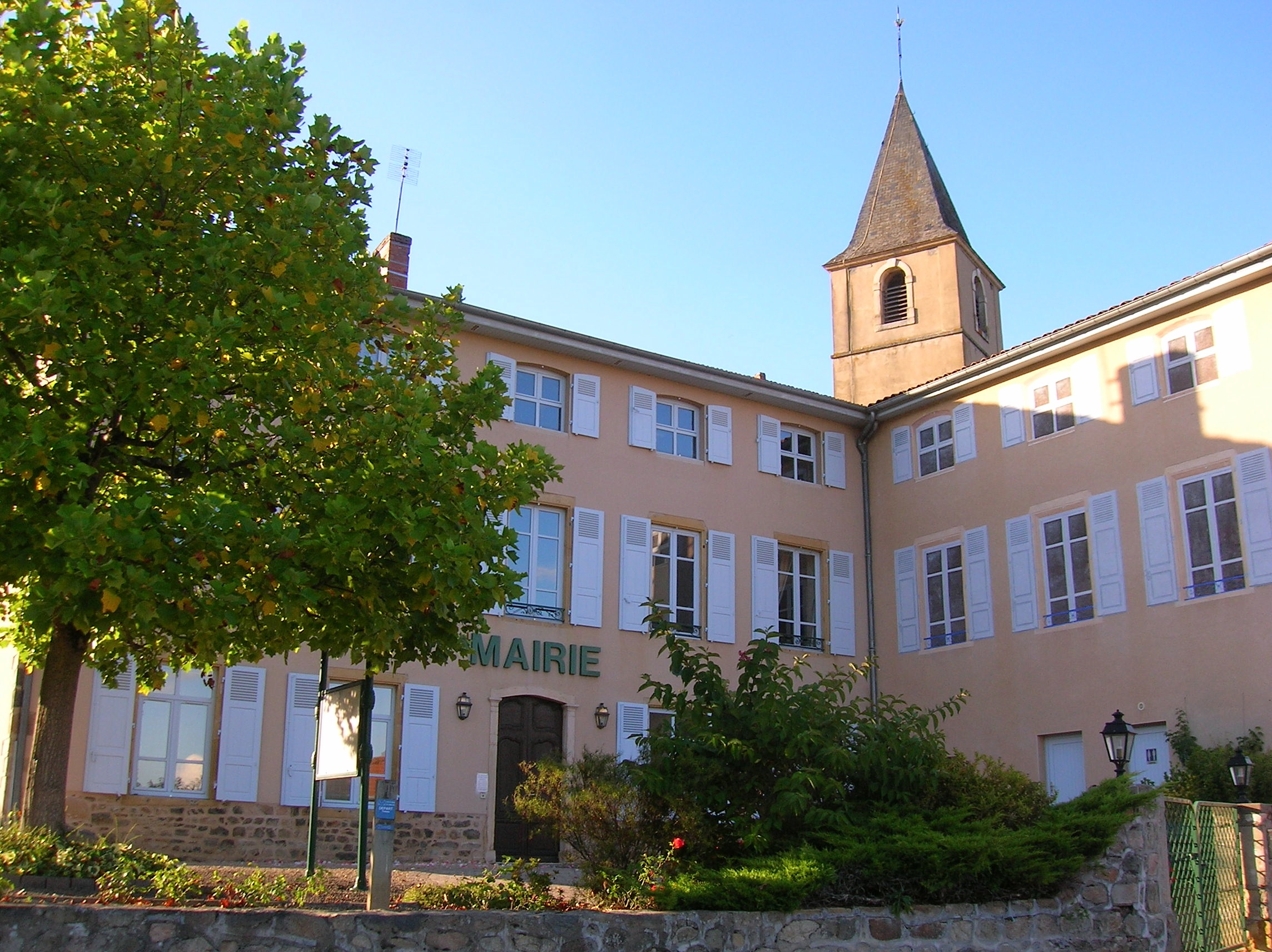
Rathaus von Les Ardillats
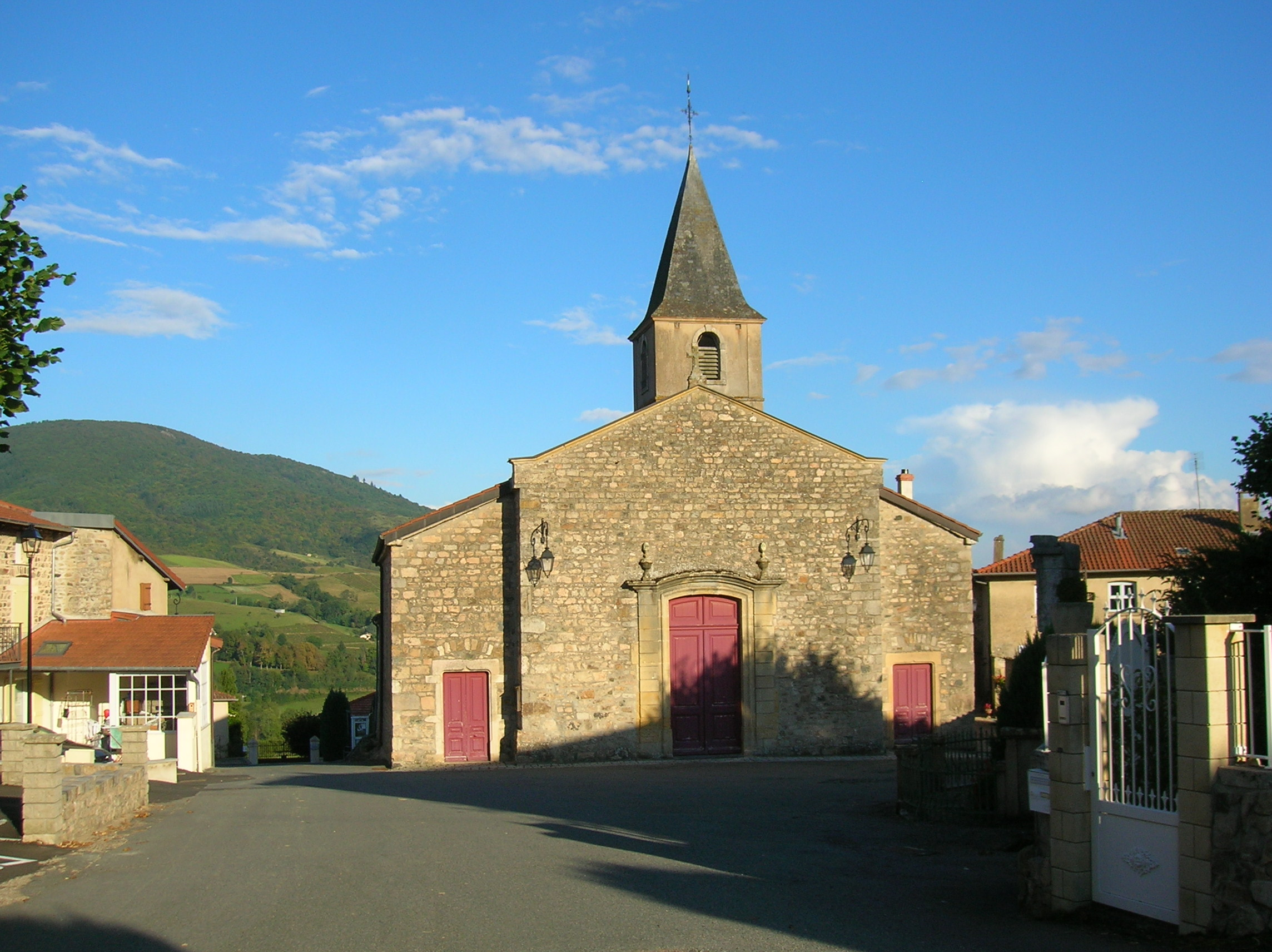
Kirche Saint-Pierre
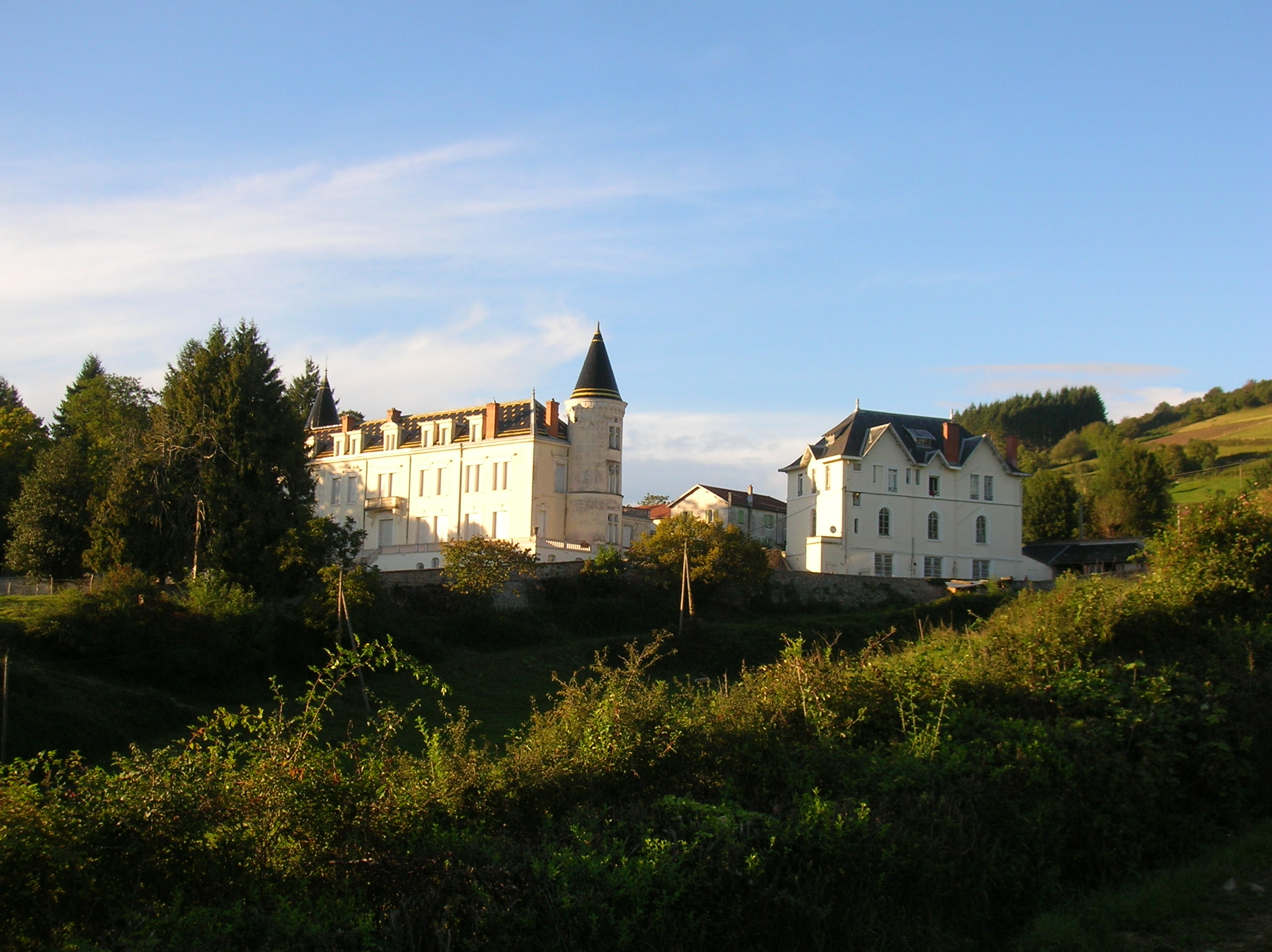
Schloss Les Ardillats